# Lågharu
Lågharu är klippor i Finland.   De ligger i kommunen Pargas i landskapet Egentliga Finland, i den sydvästra delen av landet, 200 km väster om huvudstaden Helsingfors.
Terrängen runt Lågharu är mycket platt.  Närmaste större samhälle är Korpo, 17,9 km öster om Lågharu. 